# Fallbrook
Fallbrook ist ein census-designated place (CDP) im San Diego County im US-Bundesstaat Kalifornien. Das U.S. Census Bureau hat bei der Volkszählung 2020 eine Einwohnerzahl von 32.267 ermittelt. Das Stadtgebiet hat eine Größe von 45,4 km² und befindet sich westlich der Interstate 15 sowie nördlich der California State Route 76.
Fallbrook ist für den Avocado-Anbau bekannt und wird Avocado-Hauptstadt der Welt genannt. Jedes Jahr im Frühling findet ein Avocado-Festival in Fallbrook statt.
Bei den Waldbränden in Südkalifornien 2007 musste Fallbrook evakuiert werden.

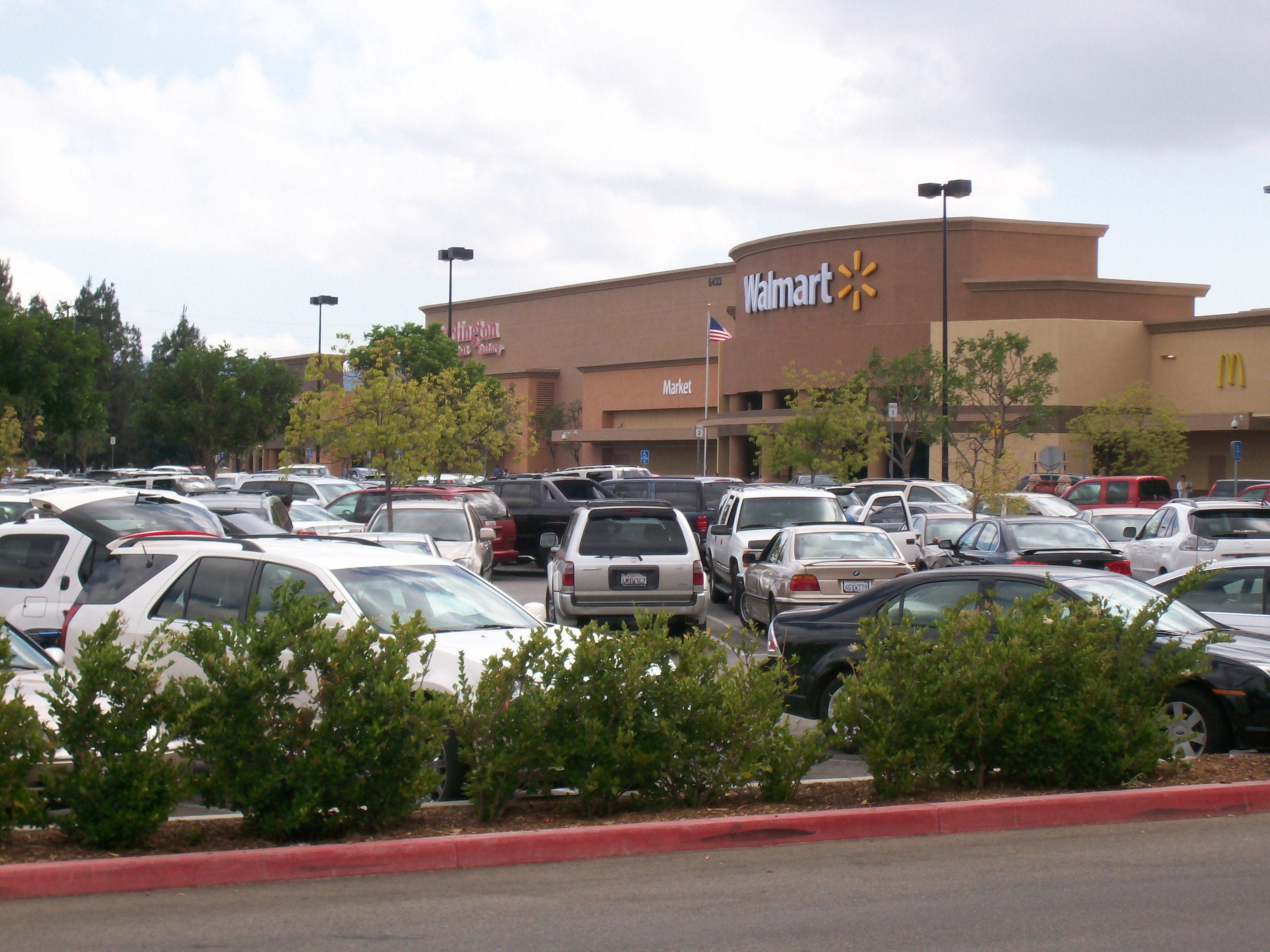
Walmart Einkaufsmarkt (2009)
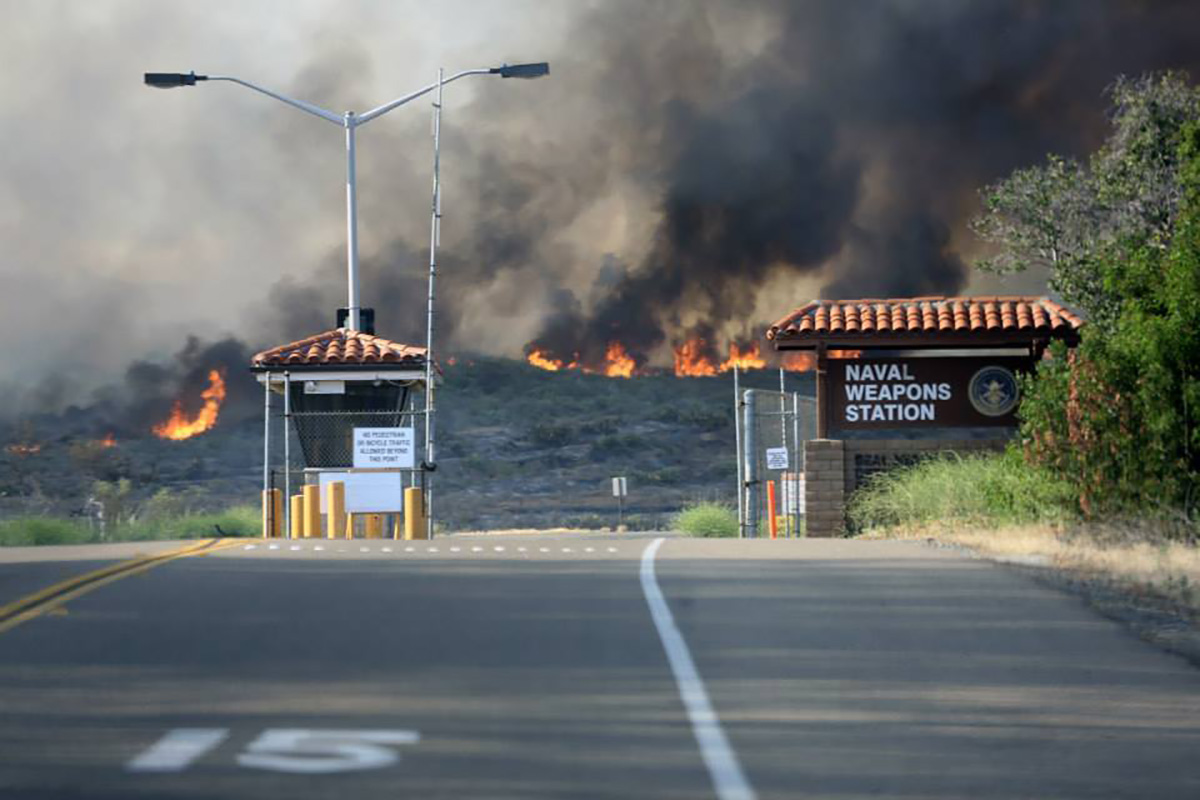
Brände an der Naval Weapons Station in Fallbrook (2014)